# Villa Hortense-Dury-Vasselon
La villa Hortense-Dury-Vasselon est une voie du 20e arrondissement de Paris, en France.

## Situation et accès
La villa Hortense-Dury-Vasselon est une voie publique située dans le 20e arrondissement de Paris. Elle débute au 292, rue de Belleville et se termine au 7, villa Gagliardini.

## Origine du nom
Elle porte le nom de Hortense Dury-Vasselon (1860-1924) artiste peintre et propriétaire des terrains sur lesquels la villa a été ouverte.

## Historique
Elle a d'abord été ouverte sous la dénomination « villa Dury-Vasselon » dans un lotissement appartenant aux consorts Dury-Vasselon par un décret du 14 août 1930.
Par délibération du Conseil de Paris en date du 29 octobre 2019, elle prend le nom de « villa Hortense-Dury-Vasselon,, ».